# 小行星8247
小行星8247（8247 Cherylhall）是一颗绕太阳运转的小行星，为主小行星带小行星。该小行星于1979年9月19日发现。

## 轨道参数
小行星8247的轨道半长轴为482 203 960 km，3.2232885 UA，离心率为0.099。